# Torneio Rio-São Paulo de Futebol de Areia de 2010
O Torneio Rio-São Paulo de Futebol de Areia ou Torneio Rio-São Paulo de Beach Soccer de 2010. Essa foi a primeira edição do torneio Interestadual no futebol de areia. O vencedor desta edição foi o Vasco da Gama vencendo o Corinthians por 4 a 2 e conquistando o seu primeiro título Interestadual na competição. O torneio foi realizado no Rio de Janeiro e São Paulo.
Forma de disputa: semifinal e final.

## Times Participantes/Equipes
| Times do Rio de Janeiro |             | Times de São Paulo |
| ----------------------- | ----------- | ------------------ |
| Botafogo                | Corinthians |                    |
| Vasco da Gama           | Palmeiras   |                    |

## Fase final
|  | Semifinais    | Semifinais  |   |             | Final          | Final |  |
|  |               |             |   |             |                |       |  |
|  |               |             |   |             |                |       |  |
|  | Vasco da Gama | 5           |   |             |                |       |  |
|  | Botafogo      | 1           |   |             |                |       |  |
|  |               |             |   |             |                |       |  |
|  |               |             |   |             | 30 de março    |       |  |
|  |               |             |   |             | Vasco da Gama  | 4     |  |
|  |               | Corinthians | 2 |             |                |       |  |
|  |               |             |   |             |                |       |  |
|  |               |             |   |             |                |       |  |
|  |               |             |   |             | Terceiro lugar |       |  |
|  |               |             |   | 30 de março |                |       |  |
|  | Palmeiras     | 4           |   | Botafogo    | 4              |       |  |
|  | Corinthians   | 8           |   |             | Palmeiras      | 6     |  |

## Semifinais
|  | Vasco da Gama | 5 - 1 | Botafogo |  |
|  |               |       |          |  |

|  | Palmeiras | 4 - 8 | Corinthians |  |
|  |           |       |             |  |

## Terceiro lugar
|  | Botafogo | 4 - 6 | Palmeiras |  |
|  |          |       |           |  |

## Final
|  | Vasco da Gama | 4 - 2 | Corinthians |  |
|  |               |       |             |  |

## Campeão
| Torneio Rio-São Paulo de Beach Soccer de 2010 |
| Rio de Janeiro                                |
| --------------------------------------------- |
| VASCO DA GAMA Campeão (1° título)             |

## Classificação
| Pos. | Time          |
| ---- | ------------- |
| 1º   | Vasco da Gama |
| 2º   | Corinthians   |
| 3º   | Palmeiras     |
| 4º   | Botafogo      |